# Ernest August (elektor Hanoweru)
Ernest August, niem. Ernst August (ur. 20 listopada 1629 w Herzberg am Harz, zm. 23 stycznia 1698 w Herrenhausen) – książę Hanoweru w latach 1679-1692, następnie elektor Hanoweru 1692-1698. Był synem Jerzego, księcia Brunszwiku-Lüneburga, i Anny Eleonory z Hesji-Darmstadt; władzę objął po starszym bracie Janie Fryderyku.
Przez długi czas mecenas Gottfrieda Wilhelma Leibniza.

## Życiorys

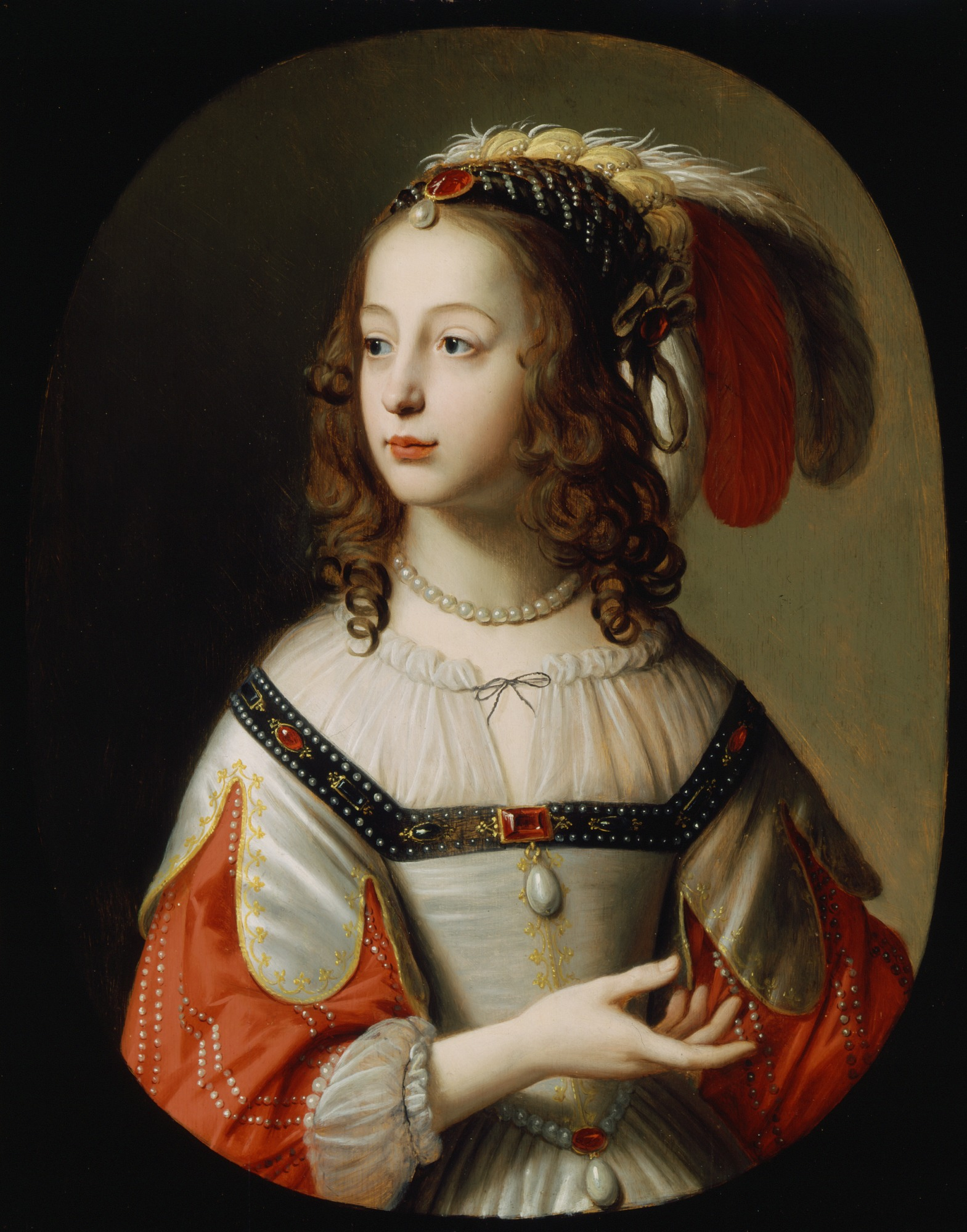
Zofia - żona Ernesta Augusta

W 1658, w Heidelbergu poślubił Zofię Wittelsbach, córkę palatyna Fryderyka V i Elżbiety Stuart. Para miała siedmioro dzieci:
- Jerzy Ludwik (1660–1727), elektor Hanoweru, król Wielkiej Brytanii
- Fryderyk August (1661–1691),
- Maksymilian Wilhelm (1666–1726),
- Zofia Charlotta (1668–1705), od 1684 żona Fryderyka I, króla Prus,
- Karol Filip (1669–1690),
- Chrystian Henryk (1671–1703),
- Ernest August (1674–1728), książę Yorku i Albany.

W 1692 cesarz Leopold I Habsburg obdarzył go godnością elektorską i tytułem arcychorążego Rzeszy jako podziękowanie za udział w wojnie dziewięcioletniej po stronie cesarza. Sejm Rzeszy potwierdził jednak oficjalnie tytuł hanowerski dopiero w 1708 roku. Liczebność kurii wzrosła tym samym do dziewięciu.